# Амилахвари, Гиви Иванович
Князь Гиви Иванович Амилахвари (Амилохваров, Амилахори) (25 апреля 1874 — 15 ноября 1943) — генерал-майор, герой Первой мировой войны.

## Биография
Православный. Из дворян Тифлисской губернии. Сын генерала от кавалерии Ивана Гивича Амилахори и княжны Анны Александровны Эристовой.
Окончил Тифлисский кадетский корпус (1892) и Пажеский корпус по 2-му разряду (1896), откуда был выпущен корнетом в 44-й драгунский Нижегородский полк. Будучи камер-пажем присутствовал на коронационных торжествах в Москве, состоял при великой княжне Марии Александровне, герцогине Саксен-Кобургской.
Чины: поручик (1899), штабс-ротмистр (1903), ротмистр (1907), подполковник (за отличие, 1914), полковник (1915), генерал-майор (28.09.1917).
Окончил Офицерскую кавалерийскую школу «успешно». Участвовал в русско-японской войне, в том числе в сражении при Мукдене, был награждён орденами Святой Анны 4-й степени и Святого Станислава 3-й степени с мечами и бантом.
В 1905—1914 годах состоял адъютантом наместника на Кавказе генерала от кавалерии графа Воронцова-Дашкова. Участвовал в Первой мировой войне. С 23 августа 1914 года был командующим 2-м Дагестанским конным полком, 3 февраля 1916 года произведен в полковники с утверждением в должности. Был награждён орденом Святого Георгия 4-й степени и Георгиевским оружием.
С 1923 года в эмиграции во Франции. Работал таксистом. На 1934 год состоял членом-кандидатом главного правления Союза Пажей.
Скончался 15 ноября 1943 года в Париже. Похоронен на русском кладбище Сент-Женевьев-де-Буа.

## Семья
Был женат первым браком на Анне Григорьевне Кузнецовой, вторым на Юнгер.

## Награды
- Орден Святой Анны 4-й ст. (1906);
- Орден Святого Станислава 3-й ст. с мечами и бантом (1907);
- Орден Святой Анны 3-й ст. (1909);
- Орден Святого Станислава 2-й ст. (1912);
- Орден Святого Владимира 4-й ст. с мечами и бантом (ВП 09.01.1915);
- Орден Святого Георгия 4-й ст. (ВП 23.05.1916);
- Орден Святого Владимира 3-й ст. с мечами (ВП 02.06.1916);
- Георгиевское оружие (ВП 06.01.1917).

Иностранные:
- орден Эрнестинского дома «Pour le Verite» 3-й ст. (14.05.1896);
- персидский орден Льва и Солнца 4-й ст.(1901).